# Shaibanide-dynastiet
Shaibanide-dynastiet var et usbekisk dynasti, hvis medlemmer herskede over Bokhara-khanatet (1505–1598), Khiva-khanatet (1511–1695) og Sibir-khanatet (1563–1598). De var efterkommere i faderlig linje efter Shiban, femte søn af Jochi og sønnesøn til Djenghis Khan.
Indtil midten af det 14. århundrede anerkendtes efterkommerne fra Shibans brødre Batu Khan og Orda Khan, som Öz Beg Khan, som arveberettigede. Shaybaniderne ledede oprindeligt den grå horde sydøst for Ural, også kendt som Uzbegs (Uzbekere), der konverterede til islam i 1282. På sin højde omfattede khanatet dele af det moderne Afghanistan og dele af Centralasien.
Da efterkommerne efter Batu og Orda døde i løbet af det 14. århundredes store borgerkrige, erklærede shaibaniderne under Abu'l-Khayr Khan sig som de eneste legitime efterfølgere til Jochi og fremførte krav til hele hans enorme ulus, som omfattede dele af Sibirien og Kasakhstan. Deres rivaler var Timuride-dynastiet, der hævdede afstamning fra Jochis trettende søn af en konkubine. Flere årtier af strid efterlod timuriderne som værende i kontrol over Den Store Horde og dens efterfølgerstater i Europa, nemlig khanaterne Kazan, Astrakhan og Krim.

## Historie
Shaibanid-dynastiet sporer sin oprindelse generelt til shaibaniderne, persiske efterkommere af Djengis Khan gennem hans barnebarn Shiban og med oprindelse i Centralasien. Inden det 15. århundrede flyttede en gren af shaibaniderne syd over til Transoxiana, hvorfra de efter et århundrede med konflikt formåede at udkonkurrere timuriderne. Abu'l-Khayr Khan (som ledede Shaibaniderne fra år 1428 til 1468) begyndte at konsolidere de forskellige usbekiske stammer, først i området omkring Tjumen og Tura-floden og så ned i Syr-Darja-regionen. Hans barnebarn Muhammad Shaybani (herskede 1500-1510), som gav navnet til Shaibanide-dynastiet, fravristede Samarkand, Bokhara og Herat fra Baburs kontrol og grundlagde det kortvarige Shaibanide-dynasti. Efter hans død i hænderne på Shah Ismail I blev han efterfulgt af en onkel, fætter og en broder, hvis shaibanide-efterkommere skulle styre Bokhara-khanatet frem til 1598 og Khiva-khanatet frem til 1695.
En anden stat, som blev styret af shaibaniderne var Sibir-khanatet, hvis sidste khan Kuchum blev afsat af russerne i 1598. Han flygtede til Bukhara, men hans sønner og sønnesønner blev fanget af zaren og sendt til Moskva, hvor de senere tog efternavnet Sibirskij. Bortset fra denne berømte gren bad flere andre adelsfamilier fra Kirgisistan og Kasakhstan (for eksempel prins Valikhanov) de kejserlige russiske myndigheder om at anerkende deres shaibanide-oprindelse, men forgæves.